# Boeing Phantom Ray
Boeing Phantom Ray — американское демонстрационное беспилотное боевое воздушное транспортное средство (Unmanned combat aerial vehicle, UCAV) разработки компании Boeing, его автономного подразделения Phantom Works. Проект создается на базе проекта X-45C и, как предполагается, станет основой для целой серии самолётов-прототипов.
Самолёт спроектирован по схеме «летающее крыло» и выполнен в размере, близком к размеру обычного реактивного истребителя. Выполнен по стелс-технологии.
Первый полёт был выполнен в апреле 2011 г. Программа испытательных полётов включала моделирование миссий: наблюдение, одиночное нападение, дозаправка в воздухе.

## ЛТХ
- Команда: беспилотный (UCAV)
- Длина: 36 футов (11 м)
- Размах крыла: 50 футов (15 м)
- Максимальный взлётный вес: 36 500 фунтов (16 556 кг)
- Силовая установка: 1 × General Electric F404-GE-102D
- Максимальная скорость: 0,85 М
- Крейсерская скорость: 614 миль в час (534 узла; 988 км/ч) ; 0.8 М
- Диапазон действий: 1500 миль (1,303 морских мили; 2,414 км)
- Потолок: 40 000 футов (12 192 м)